# Super Bock Arena
Le Super Bock Arena: Pavilhão Rosa Mota est un espace polyvalent et modulable pour des événements culturels, sportifs et commerciaux, situé dans les jardins du Palácio de Cristal, dans la ville de Porto, au Portugal. Depuis son inauguration, il est le lieu de nombreuses manifestations sportives, ainsi que de concerts des plus grands artistes nationaux et internationaux.
D'une capacité de 5 500 places assises, avec des banquettes escamotables, le pavillon parvient cependant à porter sa capacité à plus de 8 000 personnes.

## Historique
Le palais d'origine, ouvert en 1865, a été construit en s'inspirant du Crystal Palace de Londres. Il a été démoli en 1951 pour que l'enceinte actuelle puisse être construite à sa place, conçue par l'architecte José Carlos Loureiro,.